# Edvard 8. af Storbritanniens abdikation
I 1936 udspillede der sig en forfatningskrise i det Britiske Imperium, da Edvard 8., konge af Storbritannien og Nordirland og kejser af Indien, ville gifte sig med Wallis Simpson, en amerikansk socialite som var skilt fra sin første ægtemand og søgte om skilsmisse fra sin anden.
Giftermålet mødte modstand af Storbritanniens regering og de Britiske Statssamfunds dominions. Religiøse, juridiske, politiske og moralske indvendinger blev fremført. Som britisk monark var Edvard 8. også overhoved for Church of England, som på daværende tidspunkt ikke tillod skilte personer at gifte sig inden for engelske kirke igen, så længe deres tidligere ægtefæller stadig var i live. Af denne grund blev det bredt antaget, at Edvard 8. ikke kunne gifte sig med Wallis og forblive på tronen. Wallis blev opfattet som politisk og social uacceptabel som en mulig dronningekonsort på grund af hendes to tidligere ægteskaber. Det var bredt antaget i den britiske overklasse, at hun var drevet af sin forkærlighed for penge eller position mere end af kærlighed til kongen. På trods af modstanden erklærede Edvard 8., at han elskede Wallis og ønskede at gifte sig med hende, så snart hendes anden skilsmisse var tilendebragt.
Den meget omfattende modvilje mod giftermålet med Wallis som dronningekonsort, ledte til Edvard 8. af Storbritanniens abdikation i december 1936. Han blev efterfulgt af sin bror Albert, som blev Georg 6. af Storbritannien. Edvard modtog titlen af hertug af Windsor efter sin abdikation, og han giftede sig med Wallis det følgende år. Parret forblev gift indtil Edvards død 35 år senere.

## Baggrund
Edvard 8. blev introduceret til Wallis Simpson, en amerikansk borger og hustru til Ernest Aldrich Simpson, en britisk skribsreder, af Lady Furness den 10. januar 1931, da Edvard var prins af Wales. Ernest Simpson var Wallis' anden ægtemand; hendes første ægteskab til Earl Winfield Spencer Jr., pilot i USA's marine, var endt i skilsmisse i 1927. Det er generelt accepteret, at Wallis og Edvard blev elskere i 1934, mens Lady Furness (som også var i et forhold med prinsen af Wales) besøgte familie i USA. Edvard insisterede dog hårdnakket overfor sin far, Georg 5., at han ikke var fysisk intim med Wallis, og at det var upassende at omtale hende som sin elskerinde. Edvards forhold med Wallis forværrede den allerede dårlige relation til hans forældre. Selvom Georg 5. og dronning Mary mødte Wallis på Buckingham Palace i 1935, nægtede de senere at modtage hende. Edvard og Wallis blev hemmeligt skygget af Metropolitan Police's Special Branch, som udførte rapporter over forholdets karakter og deres undersøgelser af Wallis' privatliv, der inkluderede "jagten efter ondsindet sladder" og identifikationen af en "hemmelig elsker". Udsigten til at have en skilt amerikansk kvinde med en tvivlsom fortid med en så stor indflydelse på tronarvingen ledte til nervøsitet blandt personer i regeringen og eliten.
Edvard 8. efterfulgte sin far som konge den 20. januar 1939, hvor Wallis deltog i flere officielle funktioner som kongens gæst. Selvom Wallis' navn ofte fremgik i Court Circular, var hendes mands navn mistænkeligt fraværende. I sommeren 1939 undgik kongen det forlængede ophold på Balmoral til fordel for en ferie i det østlige Middelhav med Wallis, som blev omfattende dækket i den amerikanske og kontinentaleuropæiske presse, men ikke i den britiske presse, som fastholdt en selvpålagt stilhed. Canadiere og udstationerede briter, der havde adgang til den udenlandske presse, blev stødt over dækningen.
I oktober 1939 spredte rygtet sig i de elitære kredse og i udlandet, at Edvard 8. agtede at gifte sig med Wallis så snart, at det var muligt for hende at gifte sig igen. I slutningen af måneden spidsede krisen til, da Wallis indgav sin skilsmissebegæring, og den amerikanske presse fortalte at ægteskabet mellem hende og kong Edvard 8. var forestående. Alec Hardinge, kongens privatsekretær, skrev til ham den 13. november 1936 og advarede: "Den britiske presses stilhed om Hans Majestæts venskab med Mrs. Simpson vedbliver ikke... Ud fra brevene fra britiske borgere bosat i udlandet, hvor pressen har været åbenmundet, vil effekterne være katastrofale". Højtstående britiske ministre vidste, at Hardinge havde skrevet til kongen, og de havde muligvis hjulpet ham med at udforme brevet.
Premierminister Stanley Baldwin blev inviteret til Buckingham Palace af kongen den efterfølgende mandag (16. november), hvor Edvard informerede premierministeren om sin intention om at gifte sig med Wallis. Premierminister Baldwin svarede kongen, at et sådant ægteskab ikke ville blive accepteret af folket, og "... Dronningen bliver dronning af hele landet. Derfor skal befolkningens stemme i valget af dronning høres". Baldwins synspunkt blev delt af den australske højkommissær i London, Stanley Bruce, som også var tidligere premierminister for Australien. Samme dag som Hardinge skrev til kongen, mødtes Bruce med Hardinge og skrev derefter til Baldwin, hvor han udtrykte rædsel ved idéen om et ægteskab mellem Edvard 8. og Wallis.
Den britiske presse forblev tavse om emnet, indtil Alfred Blunt, biskop af Bradford, gav en tale til sit stiftemøde den 1. december, hvor han hentydede til, at kongen havde brug for hellig nåde: "Vi håber, at Han er vidende om hans behov. Nogle af os ønsker, at han gav mere positive tegn på Hans opmærksomhed". Pressen opfattede dette som den første offentlige kommentar fra en fremstående person om krisen, og det blev forsidestof den følgende dag. Da han senere blev adspurgt om talen fortalte biskoppen, at han ikke havde hørt om Wallis Simpson, da han skrev talen. Wallis, efter rådgivning fra kongens stab, rejste fra Storbritannien til det sydlige Frankrig to dage senere for at undgå den intense opmærksomhed fra pressen. Både hende og kongen var knuste over adskillelsen. Ved en tårevædet afsked sagde kongen til hende: "I shall never give you up".

## Modstand mod ægteskabet
Modstanden mod ægteskabet kom fra flere retninger. Edvard 8.'s ønske om at gøre monarkiet mere tilgængeligt blev værdsat af mange i offentligheden, men mødte mistillid af den britiske elite. Edvard 8. oprørte aristokratiet ved at behandle deres traditioner og ceremonier med ringagtelse, og mange blev fornærmede over hans afvisning af accepterede sociale normer og sædvaner.

### Normer og moral
Ministre i den britiske regering og den kongelige familie fandt Wallis Simpsons baggrund og adfærd uacceptabel for en potentiel dronning. Rygter og hentydninger omkring hende cirkulerede i samfundet. Edvard 8.'s mor, dronning Mary, blev endda fortalt, at Wallis muligvis havde en slags seksuel kontrol over Edvard, da hun havde forløst ham af en udefineret seksuel dysfunktion gennem praksisser lært på et kinesisk bordel. Denne opfattelse blev delt af Alan Don, præst ved biskoppen af Canterbury, som skrev at han mistænkte, at "kongen er seksuel anormal, hvilket kan skyldes det greb, som Mrs S. har over ham". Selv Edvard 8.'s officielle biograf, Philip Ziegler, bemærkede at: "Der må have været et slags sadomasochistisk forhold ... [Edvard] nød den foragt og tyrannisering, som hun gav ham."
Rapporter fra de politidetektiver, som skyggede Wallis, viste, at mens hun var involveret med Edvard, havde hun også en relation til en gift bilmekaniker og sælger Guy Trundle. Disse rapporter kunne meget vel have passeret forbi højtstående medlemmer af den britiske elite, herunder medlemmer af den kongelige familie. Joseph Kennedy, den amerikanske ambassadør, beskrev Wallis som sur, og hans kone, Rose Kennedy, nægtede at dinere med hende.
Det blev opfattet sådan, at Wallis gik efter Edvard for hans penge; kongens personlige assistent skrev, at hun til sidst ville forlade ham, efter at "have sikret sig pengene". Den fremtidige premierminister Neville Chamberlain (daværende finansminister) skrev i sin dagbog, at hun var "en fuldstændig skruppelløs kvinde, som ikke er forelsket i kongen, men udnytter ham for sin egen vinding. Hun har allerede ruineret ham for penge og juveller..."
Forholdet mellem Storbritannien og USA var anstrengt i løbet af mellemkrigsårene, og flertallet af briterne var ikke klar til at acceptere en amerikansk dronningekonsort. Nogle medlemmer af den britiske overklasse så på daværende tidspunkt ned på amerikanerne med foragt og anså dem som socialt underlegne. Det stod i modsætning til den amerikanske offentlighed, som klart gik ind for ægteskabet, hvilket størstedelen af den amerikanske presse også gjorde.

### Religion og jura
I Edvard 8.'s livstid forbød Church of England fraskilte personer at blive gift igen, hvis deres tidligere ægtefælle var i live. Den britiske monark var ved lov forpligtet til at vare i kommunion med Church of England, og monarken var også dens overhoved eller "Supreme Govenor". I 1935 fastslog Church of England at "en kristen mand og kvinde under ingen omstændigheder kan gifte sig igen i samme livstid som en hustru eller ægtemand". Ærkebiskop af Canterbury, Cosmo Gordon Lang, mente, at kongen, som overhoved for Church of England, ikke kunne gifte sig med en fraskilt.
Hvis Edvard giftede sig med Wallis Simpson, en fraskilt kvinde med snart to levende eksmænd, i en borgerlig vielse, vil det være i direkte konflikt med kirkens lære og hans rolle som kirkens officielle overhoved.
Wallis' første skilsmisse (i USA på baggrund af "emotionel uforenelighed) var ikke anerkendt af Church of England og, hvis den blev udfordret ved en engelsk domstol, muligvis heller ikke anerkendt under engelsk lov. På daværende tidspunkt var den eneste legitime grund til skilsmisse i Church of England utroskab. Følgelig af dette argument var hendes andet ægteskab, såvel som hendes eventuelle ægteskab med Edvard 8., bigami og derved ugyldig.

### Politik
Da Edvard besøgte fattige minelandsbyer under Depressionen i Wales, ledte hans kommentar "something must be done" til bekymringer blandt de folkevalgte politikere om, at han ville blande sig i politiske spørgsmål, hvilket traditionelt er undgået af de konstitutionelle monarker. Ramsay MacDonald, formanden for det Kongelige Råd, skrev om kongens bemærkninger: "Disse eskapader bør begrænses. De er et indtog på den politiske scene og burde anses forfatningsmæssigt." Selvom Edvard 8.'s bemærkninger havde gjort ham populær i Wales, blev han ekstremt upopulær i offentligheden i Skotland, efter at han afviste at åbne en ny vinge på Aberdeen Royal Infirmary med den undskyldning, at han sørgede sin fars bortgang. Dagen efter åbningen blev fotografier af ham ferierende med Wallis offentliggjort i aviserne; med andre ord havde han afvist en offentlig begivenheden for at mødes med hende.
Som prins af Wales havde Edvard 8. offentligt henvist til byrådsmedlemmer fra partiet Labour som "cranks" og givet taler i direkte modstrid med regeringens politik. Under sin regeringstid som konge fortsatte han med at afvise råd fra sine ministre: Edvard 8. var imod at indføre sanktioner mod Italien efter landets invasion af Etiopien, han nægtede at modtage den detroniserede konge af Etiopien, Haile Selassie, og ville ikke støtte at styrke Folkeforbundet.
Medlemmer af den britiske regering blev yderligere forfærdede over ægteskabet med Wallis Simpson, da de blev fortalt, at hun var en agent for Nazityskland. Udenrigsministeriet havde opfanget korrespondance fra Tysklands ambassadør til Storbritannien, Joachim von Ribbentrop, som afslørede hans stærke holdning, at modstanden mod ægteskabet var motiveret af et ønske om "at forkaste de germanofile kræfter, der har arbejdet gennem fru Simpson". Det rygtedes at Wallis havde adgang til hemmeligstemplede dokumenter sendt til Edvard 8., om han efterlod ubevogtet i hans residens i Fort Belvedere, Surrey. Mens Edvard 8. abdicerede, fortalte hans personale sikkerhedspersonale (der beskyttede Wallis i eksil i Frankrig) til Downing Street, at hun ville "stikke af til Tyskland".

## Overvejede muligheder
Den britiske overklasses modvilje til Wallis Simpson som dronningekonsort blev styrket af disse rygter og argumenter. Den britiske premierminister Stanley Baldwin informerede kongen eksplicit om, at et flertal i befolkningen ville være imod hans ægteskab med Wallis og indikerede, at hvis han indgik ægteskabet, stik imod sin regerings rådgivning, ville regeringen trække sig en masse. Kongen svarede ifølge hans egen senere udlægning: "Jeg agter at gifte mig med fru Simpson så snart hun er fri til at gifte sig ... hvis regeringen er imod ægteskabet, som premierministeren har givet mig grund til at tro at den vil, da var jeg parat til at gå." Premierminister Baldwin indvilligede i, under pres fra Edvard 8. og rystet over truslen om kongens abdikation, at undersøge tre muligheder:
1. Edvard 8. og Wallis Simpson indgår ægteskab, og hun bliver dronning (et kongeligt ægteskab):
2. Edvard 8. og Simpson indgår ægteskab, men hun bliver ikke dronning, men modtager i stedet en passende titel (ægteskab til venstre hånd);
3. Abdikationen af Edvard 8. og alle potentielle efterkommeres arveret, hvilket giver ham mulighed for at indgå enhver ægteskabelig aftale uden forfatningsmæssige implikationer.

Den anden mulighed af de tre ovenstående havde europæisk præcedens, herunder Edvard 8.'s egen oldefar, hertug Alexander af Württemberg, og den danske Frederik 7., men praksissen havde ingen sammenligning i britisk forfatningshistorie. Premierministrene fra de fem dominions (Australien, Canada, New Zealand, Sydafrika og den Irske Fristat) blev konsulteret, og flertallet var enige om, at der ikke var "noget alternativ til løsning 3". William Lyon Mackenzie King (Canadas premierminister), Joseph Lyons (Australiens premierminister) og J.B.M. Hertzog (Sydafrikas premierminister) var imod både løsning 1 og 2. Mackenzie King bad Edvard 8. "gøre, hvad han mente i sit hjerte var rigtigt", og den canadiske regering appellerede at kongen satte sin pligt før sine følelser for Wallis. Canadas guvernørgeneral, Lord Tweedsmuir, informerede Buckingham Palace og premierminister Baldwin, at canadierne havde en dyb hengivenhed til kongen, men at den canadiske offentlighed ville være forargede, hvis Edvard 8. giftede sig med en fraskilt. Michael Joseph Savage (New Zealands premierminister) afviste løsning 1 og mente, at løsning 2. "kunne være mulig ... hvis en praktisk løsning kunne findes", men "ville følge beslutningen fra den britiske regering". I korrespondance med den britiske regering bemærkede Éamon de Valera (formand for den Irske Fristats eksekutivråd), at den Irske Fristat, som romersk-katolsk land, ikke anerkendte skilsmisse. Han antog, at hvis den britiske offentlighed ikke ville acceptere Wallis Simpson, var den eneste mulighed abdikation. Den 24. november 1936 konsulterede Baldwin de tre ledende politikere for oppositionen i Storbritannien: Leder af oppositionen Clement Attlee, leder af det Liberale Parti sir Archibald Sinclair og Winston Churchill. Attlee og Sinclar var enige om, at løsning 1 og 2 var uacceptable, og Churchill sagde, at han ville støtte regeringens beslutning.
Churchill støttede dog imidlertid ikke regeringen. I juli samme år, havde Churchill rådgivet kongens advokat, Walter Monckton, at Wallis' skilsmisse ikke skulle gennemføres, men hans råd blev ignoreret. Så snart affæren kom frem i offentligheden, begyndte Churchill at presse Baldwin og kongen til at udskyde enhver beslutning indtil parlamentet og befolkningen var blevet rådført. I et privat brev til Geoffrey Dawson, redaktør på avisen The Times, argumenterede Churchill, at en udskydelse ville være gavnlig, fordi kongen med tiden muligvis vil miste sin forelskelse i Wallis. Premierministeren afslog udskydelsen, antageligt fordi han foretrak at løse krisen hurtigt. Kongens støtter havde antydet en sammensværgelse mellem premierministeren, Geoffrey Dawson og ærkebiskoppen af Canterbury, Cosmo Gordon Lang. Den kongelige læge Bertrand Dawson, var muligvis involveret i en plan om at få premierministeren til at trække sig på baggrund af hjertesygdom, men han mente i sidste ende, på baggrund af et tidligt elektrokardiogram, at Baldwins hjerte var sundt.
Den politiske støtte til kongen var spredt og omfattede fremmedartede politikere fra de forskellige partier, såsom Churchill, Oswald Mosley og det britiske Kommunistparti. Den tidligere premierminister David Lloyd George støttede også kongen, selvom han ikke brød sig om Wallis. Han havde imidlertid ikke mulighed for at tage nogen aktiv del i krisen, fordi han var på ferie i Jamaica med sin elskerinde Frances Stevenson. I det tidlige december 1936 rygtedes det, at kongens støtter ville samle sig i et "Kongens Parti", ledt af Churchill. Der var dog ingen anstrengelser gjort for at danne en organiseret bevægelse, og Churchill havde ingen intentioner om at lede et sådant parti. På trods af at sådan et parti kun rygtedes, skadede det imidlertid både kongen og Churchill gevaldigt, da medlemmer af parlamentet var chokerede over idéen om, at kongen skulle blande sig i politik.
Bevarede dagbøger og breve fra folk i arbejderklassen og tidligere tjenestefolk afslører en generel støtte til kongen, mens dokumenterne fra middel- og overklassen typisk viser en harme eller forargelse. The Times, The Morning Post, Daily Herald og aviser ejet af lord Kemsley, som The Daily Telegraph, var imod ægteskabet. På den anden side virkede det til at Express og Mail, ejet af Lord Beaverbrook og Lord Rothermere respektive, støttede et ægteskab til venstre hånd. Edvard 8. estimerede selv, at aviserne for ægteskabet havde en cirkulation på 12,5 millioner eksemplarer, mens aviserne imod ægteskabet havde 8,5 millioner eksemplarer.

Den 3. december 1936 havde Edvard 8. et "anspændt" møde med premierminister Baldwin. Med støtte fra Churchill og Beaverbrook, foreslog kongen at udsende en tale igennem BBC. Den foreslåede tekst påberåbte den "oldgamle ret" for en konge til at "adressere sine offentlige ytringer til sit folk". Edvard foreslog at minde sine lyttere om: "Jeg er stadig den samme mand, hvis valgsprog er 'Ich Dien', jeg tjener." I den foreslåede tale indikerede Edvard sit ønske om at forblive på tronen eller tilbagekaldt til den, hvis han blev tvunget til at abdicere, mens han ægter sig med Wallis til venstre hånd. I en sektion blev det foreslået at Edvard 8. sagde:
Neither Mrs Simpson nor I have ever sought to insist that she should be queen. All we desired was that our married happiness should carry with it a proper title and dignity for her, befitting my wife. Now that I have at last been able to take you into my confidence, I feel it is best to go away for a while, so that you may reflect calmly and quietly, but without undue delay, on what I have said. (Dansk: Hverken fru Simpson eller jeg har nogensinde forsøgt på at insistere, at hun skulle blive dronning. Alt vi ønskede var, at vores ægteskabelige lykke skulle bære en passende titel og værdighed for hende, som min hustru. Nu, da jeg endelig har mulighed for at delagtiggøre dig i mine overvejelser, føler jeg, at det er bedst at tage væk i en tid, så du kan reflektere stille og roligt, men uden unødvendig udskydelse, over det, som jeg har sagt).
Baldwin blokerede for talen og sagde, at det ville chokere mange mennesker, og at det ville være et alvorligt brud på forfatningsmæssige principper. Af den moderne standard kunne monarken kun handle med råd og støtte fra sin regering. Ved at søge folkets støtte mod regeringen, valgte Edvard 8. at modstå bindende rådgivning fra regeringen og i stedet handle som et privat individ. Kongens britiske ministre følte, at at Edvard 8. havde afsløret sin foragtfulde attitude mod forfatningsmæssige konventioner og truede kronens politiske neutralitet ved at foreslå talen.
Filer fra Cabinet Office offentliggjort i 2013 afslører, at indenrigsministeren sir John Simon, den 5. december 1936 eller inden havde beordret General Post Office (som var ansvarlig for britisk telefoni), at aflytte "telefonisk kommunikation mellem Fort Belvedere og Buckingham Palace på den ene hånd og det europæiske kontinent på den anden".
Den 5. december blev Edvard 8. informeret om, at han ikke kunne beholde tronen og gifte sig med Wallis Simpson, og da hans anmodning om at udbrede "sin side af historien" til sit kongerige var blevet afvist af forfatningsmæssige årsager, valgte kongen den tredje løsning: abdikation.

## Juridiske manøvrer
Efter Wallis Simpsons skilsmissehøring den 27. oktober 1936 var hendes advokat, John Theodore Goddard, bekymret for, at der ville komme en "patriotisk" civil intervention (en juridisk manøvre for at blokere skilsmissen), og at sådan en intervention kunne være succesfuldt. Domstolene kunne ikke give et samarbejdende skilsmisse (hvor begge parter var enige om at opløse ægteskabet), og derfor blev sagen ført som en skyldsskilsmisse mod Ernest Simpson, hvor Wallis Simpson var den uskyldige, skadelidte part. Skilsmissesagen kunne obstrueres ved en civil intervention, hvor en person kunne frembringe beviser på, at ægteparret havde samarbejdet ved for eksempel at Wallis havde indvilliget i eller været med til at forfalske Ernest Simpsons utroskab, så hun kunne gifte sig med en anden. Mandag den 7. december hørte kongen, at Goddard planlagde at flyve til det sydlige Frankrig for at besøge Wallis Simpson. Kongen hidkaldte ham og forbød ham udtrykkeligt at rejse derned i den frygt, at hans besøg ville skabe tvivl hos Wallis. Efter samtalen med kongen gik Goddard direkte til Downing Street for at se premierministeren, og som resultat af de oplysninger, han gav, fik han et fly direkte til Cannes.
Da Goddard ankom, advarede han sin klient om, at hvis en civil intervention opstod, var det meget muligt at den gik igennem. Det var, ifølge Goddard, hans pligt at vejlede hende til at tilbagetrække hendes skilsmissebegæring. Wallis afviste at tilbagetrække sin begæring om skilsmisse, men de telefonerede begge kongen for at informere ham om, at hun var villig til at opgive ham, så han kunne forblive konge. Det var, imidlertid, for sent; Edvard 8. havde allerede besluttet sig for at forlade tronen, selv hvis han ikke kunne gifte sig med Wallis. Da antagelsen om en snarlig abdicering var uundgåelig blev stærkere, sagde Goddard at "hans klient var villig til at gøre alt for at løsne situationen, men den anden ende af staven [Edvard 8.] var fast besluttet".
Goddard havde et svagt hjerte og havde aldrig fløjet før, så han bad sin læge, William Kirkwood, at flyve med sig på rejsen. Da Kirkwood arbejdede på et fødselshospital, ledte hans tilstedeværelse til falske spekulationer i pressen om, at Wallis var gravid, og endda at hun skulle have foretaget en abort. Pressen rapporterede ivrigt, at advokaten var fløjet ned til Wallis sammen med en gynækolog og en anæstesilæge (som egentlig var advokatens kontorist).

## Abdikationen
Den 10 december 1936 på Fort Belvedere underskrev Edvard 8. sin nedskrevne abdikationsbegæring, bevidnet af sine tre yngre brødre: prins Albert, hertug af York (som efterfulgte Edvard 8. som Georg 6.); prins Henry, hertug af Gloucester; og prins George, Hertug af Kent. Den følgende dag blev den accepteret og vedtaget som lov af det britiske parlament ved His Majesty's Declaration of Abdication Act 1936. Efter ændringer introduceret i 1931 ved Westminster-statutten (1931), var en enkelt krone for hele imperiet udskiftet med mange kroner, én for hvert dominion, båret af en enkelt monark i en organisation kaldet Commonwealth of Nations. Selvom den britiske regering, der håbede på en hurtig process og for at undgå ydmygelse, ønskede at de britiske dominions blot accepterede den "hjemlige" regerings handlinger, mente de forskellige dominions, at Edvard 8.'s abdikation krævede samtykke fra hver af staterne i Commonwealth. Under Westminster-stattuen kunne love vedtaget i det britiske parlament også blive lov i de forskellige dominions med deres accept. Dette blev givet af parlamentet i Australien, som var sat på det tidspunkt, og af regeringerne i Canada, Sydafrika og New Zealand, hvis parlamenter ikke var sat. Regeringen i den Irske Fristat, der havde taget muligheden i den opståede krise til at tage store skridt med en eventuel overgang til en republik, vedtog en ændring til deres forfatning den 11 december 1936 hvor alle referencer til kronen blev fjernet samt bortskaffelsen af posten som Guvernørgeneral for den Irske Fristat; kongens abdikation blev derfor først anerkendt den 12. december i en External Relations Act. I Sydafrika vedtog parlamentet His Majesty King Edward the Eighth's Abdication Act den 6. februar 1937, men fastslog at abdikationen havde sin effekt fra 10 december 1936. Canadas parlament vedtog Succession to the Throne Act i 1937 for symbolsk at bekræfte abdikationen.
Edvard 8.'s støtter følte, at kongen var "blevet fordrevet fra tronen af ærkehumbukken Baldwin", men mangle medlemmer af overklassen var lettede over abdikationen. Mackenzie King skrev i sin dagbog den 8. december 1936, at Edvard 8.'s "fornemmelse for rigtigt og forkert stort set var udslettet af det jazz-liv, som han havde ledt i årevis", og, da han fik nyheden om kongens endelige beslutning om at abdicere, skrev han: "hvis det er den slags mand, han er, er det bedre, at han ikke længere er på Tronen." Edvard 8.'s egen assisterende privatsekretær, Alan Lascelles, havde sagt til premierminister Baldwin så tidligt som i 1927 at: "Jeg kan ikke slippe tanken om, at det bedste, der kunne ske for ham og for landet, ville være, at han brækkede nakken."
Den 11. december 1936 udsendte BBC en radiotale fra Edvard 8.; efter abdikationen blev han introduceret af sir John Reith som "hans kongelige højhed Prins Edvard". Den officielle tale, som blev poleret af Winston Churchill, var i et moderat tonefald og handlede om Edvard 8.'s manglende evne til at udføre sit arbejde som "han gerne ville" uden støtten fra "den kvinde, som han elskede". Edvard 8.'s regeringsperiode varede 327 dage, som er den korteste regeringsperiode af nogen britisk monark siden den omdiskuterede Lady Jane Greys tid over 380 år tidligere. Efter udsendelsen af talen rejste han fra Storbritannien til Østrig.

## Efter abdikationen
Georg 6. gav den nu abdicerede prins Edvard titlen af hertug af Windsor med tituleringen "His Royal Highness" den 12. december 1936. Wallis Simpsons skilsmisse blev færdiggjort den 3. maj det følgende år, og sagen blev behandlet stille og blev nærmest ikke bragt i nogle aviser. The Times skrev en enkelt sætning under en separat reportage om hertugen af Windsors rejse fra Østrig.
Edvard giftede sig med Wallis i Frankrig den 3. juni 1937. Hun blev hertuginde af Windsor, men, til Edvards afsky, udsendte Georg 6. et dekret, der nægtede hende tituleringen "Hendes Kongelige Højhed". Parret bosatte sig i Frankrig, og hertugen modtog en skattefri pension fra sin bror, som hertugen supplerede ved at skrive sine memoirer og ved ulovlig valutahandel. Han profiterede også på salget af Balmoral Castle og Sandringham House til Georg 6. Begge er private ejendomme og ikke en del af kronens besiddelser, og gik derfor i arv til og ejet af Edvard på trods af abdikationen.
I oktober 1937 besøgte hertugen og hertuginden af Windsor Nazityskland, i modstrid til den britiske regerings råd, og mødtes med Hitler på hans tilholdssted Obersalzberg. Besøget blev bredt omtalt i den tyske presse. Under besøget gav hertugen en fuld nazihilsen. I en artikel for New York Daily News og Chicago Tribunal den 13. december 1966 skrev Edvard, at Hitler i 1937 havde overbevist ham om, at "det var i Storbritanniens og også Europas interesse, at Tyskland blev støttet i at slås mod øst og ødelægge kommunismen for altid ... Jeg troede, at vi kunne sidde det over så nazisterne og de Røde kæmpede det ud."
Efter 2. Verdenskrigs udbrud i september 1939 blev Edvard tilknyttet British Expeditionary Force i Frankrig. I februar 1940 påstod den tyske ambassadør i Den Haag, grev Julius von Zech-Burkersroda, at Edvard havde lækket de Allieredes planer af forsvaret af Belgien. Da tyskerne invaderede det nordlige Frankrig i maj 1940 flygtede hertugen og hertuginden til Lissabon.
Under kodenavnet Operation Willi forsøgte agenter fra Nazityskland, primært Walter Schellenberg, at overtale Edvard til at forlade Portugal og planlagde at kidnappe ham. Lord Caldecote informerede og advarede Churchill om, at hertugen "er en velkendt nazi-sympatisør, og han kan blive omdrejningspunkt for intriger." Churchill truede hertugen af Windsor med et krigsretssag, hvis han ikke vendte tilbage på britisk jord.
I juli 1940 blev Edvard udpeget som guvernør af Bahamas. Edvard har angiveligt fortalt en bekendt, at "efter krigen er ovre og Hitler vil knuse amerikanerne ... vil vi tage over ... De [briterne] vil ikke have mig som deres konge, men jeg vil vende tilbage som deres leder." Han skulle også have sagt at "det vil være en tragisk ting for verden, hvis Hitler blev styrtet." Kommentarer som disse var med til at styrke den holdning, at hertugen og hertuginden af Windsor havde nazistiske sympatier, og at abdikationen i 1936 var for at tvinge en mand med ekstreme politiske holdninger fra tronen. Teorier om, at Edvard 8. skulle have været en trussel, eller at han blev detroniseret af en politisk konspiration, forbliver spekulativt og "vedbliver stort set siden 1936 fordi de samtidige offentlige overvejelser har mistet det meste af deres kraft og derfor, forkert, ser ud til at give utilstrækkelige forklaringer på kongens abdikation".